# Hans Hahn
Hans Hahn, född 1879, död 1934, var en österrikisk matematiker med många viktiga bidrag inom bl. a. inom områdena funktionalanalys, topologi och mängdlära. 
Hahn tog sin examen vid Tekniska Högskolan i Wien och studerade sedan vidare Strasbourg, München och Göttingen. Han började som lärare i Wien 1905 och utsågs till professor i matematik 1921. 
Hahn var också verksam inom filosofi, och var en av medlemmarna i Wienkretsen.
Ett av Hahns viktigaste bidrag inom matematiken är Hahn-Banachs sats.